# ナディーム音澄真
ナディーム 音澄真（ナディーム おすまん、1998年10月21日 -）は、日本の元子役。劇団ひまわりに所属していた。

## 人物
- 父はパキスタン人。
- 2008年、NHK『みんなのうた』で結成されたクリスタルズに参加した。

## 出演

### 舞台
- SMILY☆SPIKYコントライブ『それかおじゃん。』（2007年11月23日 - 25日）
- NINAGAWA-十二夜-（2009年6月7日 - 28日）[1]

### テレビドラマ
- わたしが子どもだったころ 野口健篇（2009年4月19日、NHK総合） - 野口健（少年期） 役[2]
- 時々迷々 第12話（2009年10月21日、NHK教育） - おもしろこどもショー出場者 役

### バラエティ
- ファイテンション☆スクール（2007年 - 2008年、テレビ東京） - レギュラー
- ヒミツのちからんど（2008年 - 2010年、NHK教育） - レギュラー[3]

## 作品

### シングル
- クリスタルズ「CRYSTAL CHILDREN」（2008年4月23日）
- クリスタルズ feat. PrizmaX「CRYSTAL CHILDREN 〜眩い未来へ〜」（2008年11月5日）